# マコードハコガメ
マコードハコガメ（学名：Cuora mccordi）は、イシガメ科ハコガメ属に分類されるカメ。

## 分布
中華人民共和国（広西チワン族自治区）に分布すると考えられている。

## 形態
最大甲長16.5cm。背甲はドーム状に盛り上がり、上から見ると幅広い卵型。椎甲板にあまり発達しない筋状の盛り上がり（キール）がある。後部縁甲板は鋸状に尖らない。背甲の色彩は赤褐色や暗褐色で、縁甲板の外縁に暗色の斑紋が入る個体もいる。腹甲はやや幅広い卵型で、左右の肛甲板の間にはわずかに切れこみが入る。腹甲の色彩は喉甲板と肩甲板後部、その他の甲板は中央部が黒や暗褐色で、外縁は黄色。
頭部は小型。上顎の先端はほとんど突出せず、鉤状にも尖らない。吻端から頸部にかけて2本の暗色の筋模様が入る。四肢の指趾には水掻きが発達する。四肢の背面の色彩は褐色、喉や四肢の腹面、尾の基部の色彩は黄色。
幼体は後部縁甲板が鋸状に尖るが、成長に伴い滑らかになる。オスは腹甲の中央部がやや凹むことがあり、左右の股甲板の間の切れこみの幅が広い。メスは腹甲の中央部が平坦かやや突出し、左右の股甲板の間の切れこみの幅が狭い。

## 分類
アメリカ合衆国でペット用に流通した個体を元に記載されたため、正確な分布（広西チワン族自治区の市場に由来する個体しか発見されていない）や野生下での生態は不明。

## 生態
食性は雑食で、飼育下では昆虫、ミミズ、果実などを食べた例がある。

## 人間との関係
種小名mccordiは模式標本となった個体を提供したWilliam P. McCordへの献名。
開発による生息地の破壊や、食用の乱獲などにより生息数が激減している。
ペット用とされることもあり、日本にも輸入されている。流通はまれで、2000年にハコガメ属がワシントン条約付属書II種に記載されたため流通量はさらに激減した。現在は主に飼育下繁殖個体が流通する。陸場を広めにとったアクアテラリウムか、大型の水場を設けたテラリウムで飼育される。強い光を嫌う傾向があるため照明器具は光の弱い物にしたり、保温器具は光の出ない物を用いる。飼育下では人工飼料にも餌付く。